# パトリック・デイト
パトリック・デイト（Patrick Deyto、1990年2月15日 - ）は、フィリピンのサッカー選手。フィリピン代表。ポジションはGK。

## 経歴

### 大学時代
デイトはデ・ラ・サール大学のスポーツチームであるデ・ラ・サール・グリーン・アーチャーズに所属し、大学リーグでプレーした。

### クラブ歴
2012年、大学在学中にユナイテッド・フットボールリーグ(UFL)2部のパチャンガFCと契約したが、まもなく1部のグリーン・アーチャーズ・ユナイテッドFCに移籍した。
2014年7月15日、グローバル・セブFCに移籍した。
2018年7月9日、ダバオ・アギラスFCに移籍。しかしフィリピン・フットボールリーグの2018年シーズン終了後にクラブが活動休止したため、わずか半年で新たなクラブを探す必要に迫られた。
2019年1月にスタリオン・ラグナFCと契約するが、半年後の7月8日にはスパンブリーFCへの移籍が決定し、タイ・リーグ1に初挑戦することになった。

### 代表歴
2014年3月、新たに代表監督に就任したトーマス・ドゥーリーからマレーシア代表との親善試合に挑む代表メンバーに控えとして初選出され、正GKのローラント・ミュラーがインフルエンザのためにフライトをキャンセルしたために、初出場も果たした。
その後、AFCチャレンジカップ2014に挑むフィリピン代表にも選抜された。